# 伊勒河畔萨利亚克
伊勒河畔萨利亚克（法語：Sarliac-sur-l'Isle，法語發音：[saʁljak syʁ lil]）是法国多尔多涅省的一个市镇，属于佩里格区。

## 地理
伊勒河畔萨利亚克（45°14'21"N, 0°52'30"E）面积9.57 平方千米，位于法国新阿基坦大区多爾多涅省，该省份为法国西南部内陆省份，是法國本土面积第三大的省，大致对应佩里戈尔地区，北起顺时针与夏朗德省、上维埃纳省、科雷兹省、洛特省、洛特-加龙省、吉倫特省和滨海夏朗德省接壤。
与伊勒河畔萨利亚克接壤的市镇（或旧市镇、城区）包括：佩里戈尔地区索尔日和利格、萨维尼亚克-莱塞格利斯、伊勒河畔圣樊尚、巴西亚克和欧布罗什、埃斯夸尔、昂托讷和特里戈南。

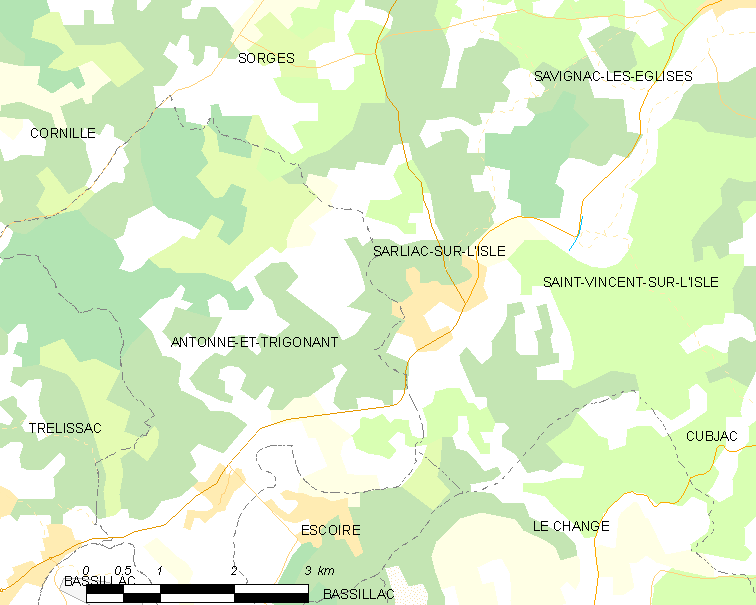
伊勒河畔萨利亚克的OSM定位图

伊勒河畔萨利亚克的时区为UTC+01:00、UTC+02:00（夏令时）。

## 行政
伊勒河畔萨利亚克的邮政编码为24420，INSEE市镇编码为24521。

## 政治
伊勒河畔萨利亚克所属的省级选区为特雷利萨克县。

## 人口

1962-2008年间伊勒河畔萨利亚克人口变化图示

伊勒河畔萨利亚克于2022年1月1日时的人口数量为1050人。